# بخش کاستریس
بخش کاستریس (به لاتین: Castries Quarter) یک منطقهٔ مسکونی در سنت لوسیا است.

## خصوصیات
بخش کاستریس ۸۰٬۵۷۳ نفر جمعیت دارد.